# Бэтгёрл (фильм)
«Бэтгёрл» (англ. Batgirl) — отменённый американский супергеройский фильм, основанный на персонаже DC Comics Барбаре Гордон / Бэтгёрл. Фильм создан компаниями DC Films и Burr! Productions для стримингового сервиса HBO Max. Должен был стать частью Расширенной вселенной DC. Режиссёрами фильма являются Адиль Эль Арби и Билал Фалла, сценаристом — Кристина Ходсон. Роль Барбары Гордон / Бэтгёрл исполняет Лесли Грейс; также в фильме сыграли Джей Кей Симмонс, Брендан Фрейзер, Джейкоб Скипио, Майкл Китон и Айвори Акино.
«Бэтгёрл» планировался к выходу в декабре 2022 года на HBO Max.

## Актёрский состав
- Лесли Грейс — Барбара Гордон / Бэтгёрл:
Линчеватель Готэм-Сити и дочь комиссара полиции Джеймса Гордона[3]. Грейс сказала, что «в начале истории в её мышлении не так много нюансов», и что она «колеблется между нюансами жизни, хорошим и плохим, чёрным и белым, и что между ними так много всего», но что героиня «откроет много нового о себе» на протяжении всей истории, что заставит её изменить своё мировоззрение[4].
- Джей Кей Симмонс — Джеймс Гордон:
Комиссар полиции Готэма, отец Барбары и близкий союзник Бэтмена[5]. Симмонс заявил, что фильм будет исследовать персонажа вне его работы в качестве комиссара, показывая «гораздо больше домашнего аспекта Джима Гордона» через его отношения с Барбарой[6].
- Брендан Фрейзер — Светлячок: Опасный преступник[7].
- Джейкоб Скипио[англ.] — Энтони Бресси: Босс мафии Готэма[8][9].
- Майкл Китон — Брюс Уэйн / Бэтмен: Богатый светский человек из Готэм-Сити, который тайно является супергероем[10].
- Айвори Акино[англ.] — Алисия Йео[англ.]: Трансгендерный бармен и лучшая подруга Барбары Гордон[11].

Кроме того, Ребекка Фронт, Кори Джонсон и Итан Кай сыграли бы неизвестные роли; последний упоминается как «ведущий» персонаж.

## Производство

### Разработка
В мае 2016 года стало известно, что персонаж DC Comics, Барбара Гордон / Бэтгёрл, могла появиться в женском фильме «Хищные птицы: Потрясающая история Харли Квинн» (2020), главную роль в котором исполнила Марго Робби, играя Харли Квинн. В конечном итоге Бэтгёрл не была включена в картину из-за разработки сольного фильма с героиней в главной роли. Джосс Уидон был нанят в марте 2017 года для написания сценария, постановки и производства фильма. Он должен был начать производство в 2018 году, но покинул проект в феврале того же года, не сумев придумать для него сюжет.
Сценаристка «Хищных птиц», Кристина Ходсон, была нанята для написания нового сценария «Бэтгёрл» в апреле 2018 года. В декабре 2020 года стало известно, что фильм потенциально может быть выпущен исключительно на стриминговом сервисе HBO Max, а не в кинотеатрах, по плану Хамады для Расширенной вселенной DC, а в апреле 2021 года он был включён в список фильмов DC, которые должны выйти в 2022 или 2023 году. Адил Эль Арби и Билал Фаллах были наняты в качестве режиссёров фильма месяц спустя, когда подтвердилось, что он выйдет на HBO Max. Кристин Барр, продюсер фильм, сказала, что режиссёры привнесли в него новую энергию, которая сделает кино «весёлой поездкой» по Готэм-Сити и покажет его с другой стороны, нежели чем в предыдущих проектах DC.

### Подготовка к производству
Руководители DC начали кастинг актрис на роль Бэтгёрл с 19 июля 2021 года, и, как сообщается, в группу входили Изабела Мерсед, Зои Дойч, Лесли Грейс и Хейли Лу Ричардсон. Ричардсон и Грейс считались главными претендентами. Последняя была выбрана на роль 21 июля. К 29 июля Джей Кей Симмонс вёл переговоры о повторении своей роли отца Бэтгёрл, комиссара Гордона, из «Лиги справедливости» (2017) и её режиссёрской версии 2021 года. Эль Арби и Фаллах прибыли в Глазго 24 августа, чтобы подготовиться к съёмкам, которые должны были начаться в ноябре. Вместе с художником-постановщиком Кристофером Глассом они начали поиск локации в городе, который был Готэмом во «Флэше», а также в фильме «Бэтмен» (2022).
В октябре подтвердилось, что Симмонс снова сыграет свою роль, а к актёрскому составу также присоединились Джейкоб Сципио и Брендан Фрейзер. Роль злодея, которого исполнит последний, первоначально была предложена Сильвестру Сталлоне, который озвучивал Короля Акул в «Отряде самоубийц: Миссии навылет» (2021), но «всё просто не сложилось». Эль Арби и Фаллах заявили, что Бэтмен появится в фильме, но отказались подтверждать, что Бен Аффлек повторит свою роль из предыдущих проектов Расширенной вселенной DC. В декабре стало известно, что Майкл Китон повторит свою роль в фильме в качестве другой версии Брюса Уэйна / Бэтмена из фильмов «Бэтмен» (1989) и «Бэтмен возвращается» (1992). Ребекка Фронт, Кори Джонсон, Итан Кай и Айвори Акино также присоединились к актёрскому составу во время съёмок. Акино сыграла Алисию Йео, первого важного трансгендерного персонажа в фильме DC.

### Съёмки
Основные съёмки началась в Глазго 30 ноября 2021 года под рабочим названием «Cherry Hill». Джон Мэтисон выступает оператором.

### Музыка
В сентябре 2021 года Натали Холт объявила, что напишет музыку к фильму.

## Маркетинг
Эль Арби, Фаллах, Ходсон и Грейс представляли фильм на виртуальном мероприятии DC FanDome в октябре 2021 года, где обсудили свою подготовку к съёмкам и показали концепт-арт. Грейс впервые показала себя в костюме Бэтгёрл в январе 2022 года.

## Отмена
Фильм планировался к выходу в декабре 2022 года на стриминговом сервисе HBO Max. Однако в августе 2022 года фильм был отменён несмотря на то, что уже почти был закончен. При этом отсутствие фильма на San Diego Comic-Con 2022 года уже закладывало подозрения насчёт релиза кинокомикса. Существовало несколько версий:
- По заявлению инсайдеров, фильм не соответствует планам Warner Bros. Discovery, которые рассчитывают на дорогостоящие кинотеатральные фильмы.
- Согласно сообщению New York Post, первоначальные тестовые показы фильма вызвали крайне плохие отзывы зрителей, и киностудия решила не наносить урон Расширенной вселенной DC.

Отмена фильма произошла на фоне прихода в материнский медиахолдинг нового руководства в лице Дэвида Заслава, поставившего перед собой цель сократить ежегодные расходы.
В августе 2022 года Warner Bros. Discovery провела так называемый «похоронный показ» фильма для узкого круга лиц перед отправкой всех материалов, связанных с картиной, в хранилище. Многие зрители выражали надежду, что «Бэтгёрл» в отдалённой перспективе всё таки увидит свет, как это однажды случилось с «Лигой справедливости» Зака Снайдера, но эксперты профильных изданий считают, что эта вероятность близка к нулю. Отмена позволила Warner Bros. Discovery списать свои налоги, а показ фильма в любом виде привёл бы к нарушению закона. Некоторые источники выражали мнение, что Warner Bros. Discovery может уничтожить вообще все материалы, связанные с фильмом, но в то же время сомневались, что компания сможет пойти на столь радикальный шаг.
В честь нового 2023 года Лесли Грейс опубликовала в Instagram видео с рассказом о работе над картиной, в котором был ряд кадров из неё, включая схватку со Светлячком без костюмов.